# Лестер, Шон
Шон Ле́стер (англ. Seán Lester; 28 сентября 1888, Каррикфергус, Антрим, Великобритания — 13 июня 1959, Голуэй, Ирландия) — ирландский дипломат и последний (третий) Генеральный секретарь Лиги Наций (31 августа 1940 — 18 апреля 1946).

## Ранние годы
Шон Лестер родился в ирландском графстве Антрим в семье бакалейщика-протестанта. Несмотря на то, что город Каррикфергус, где он родился и вырос, был решительно юнионистским, в молодости он присоединился к Гэльской лиге. Затем Лестер вступил в Ирландское Республиканское Братство. Он работал в качестве журналиста для «North Down Herald», а также других газет. Переехав в Дублин, Лестер начал работать в «Freeman’s journal». В 1919 году он стал редактором новостей этой газеты.
После Войны за независимость Лестер вошёл в состав нового правительства Ирландского Свободного государства. В 1920 году он женился на Элизабет Рут Тиррелл, которая родила ему троих дочерей.

## Дипломатическая карьера
В 1929 году Министерством иностранных дел Ирландии Лестер был направлен в Женеву в качестве постоянного представителя Ирландии в Лиге Наций. Он часто представлял Ирландию на заседаниях Совета Лиги Наций вместо министра иностранных дел. Лестер принимал активное участие в деятельности Лиги. Когда Перу и Колумбия спорили относительно города в верховьях реки Амазонки, Лестер возглавил комитет, который нашёл справедливое решение по этому вопросу. Он также руководил работой этого комитета, когда Боливия и Парагвай начали войну за обладание областью Гран-Чако.
В 1933 году Лестер был отправлен в Данциг (Гданьск) в качестве Верховного комиссара Лиги Наций. Вольный город Данциг был ареной нового международного кризиса в отношениях между нацистской Германией и международным сообществом по вопросу польского коридора и отношениям Польши с Третьим рейхом. В течение этого периода Лестер неоднократно протестовал против преследований и дискриминации евреев.
Лестер вернулся в Женеву в 1937 году и стал заместителем Генерального секретаря Лиги Наций. В 1940 году его избирают Генеральным секретарём Лиги. Лестер оставался в Женеве в течение всей войны. В 1946 году он руководил закрытием Лиги Наций.

## Последние годы жизни
Несмотря на слухи, что он будет готов участвовать в выборах Президента Ирландии, Лестер ушёл на покой и поселился в графстве Голуэй на западе Ирландии, где и умер в 1959 году. В некрологе в газете «The Times» Лестера назвали «международным посредником и другом беженцев».